# Toxopsiella
Toxopsiella is een spinnengeslacht uit de familie Cycloctenidae.

## Soorten
- Toxopsiella alpina Forster, 1964
- Toxopsiella australis Forster, 1964
- Toxopsiella centralis Forster, 1964
- Toxopsiella dugdalei Forster, 1964
- Toxopsiella horningi Forster, 1979
- Toxopsiella lawrencei Forster, 1964
- Toxopsiella medialis Forster, 1964
- Toxopsiella minuta Forster, 1964
- Toxopsiella nelsonensis Forster, 1979
- Toxopsiella orientalis Forster, 1964
- Toxopsiella parrotti Forster, 1964
- Toxopsiella perplexa Forster, 1964